# Hermann Schirmer (Politiker)
Hermann Schirmer (* 2. Dezember 1897 in Stockheim; † 12. Februar 1981 in Nürnberg) war ein bayerischer Politiker der KPD.

## Leben
Schirmer arbeitete ab 1914 in Nürnberg bei der MAN und schloss sich zuerst der SPD an. Später wechselte er zur USPD und schließlich zur KPD.
Schirmer war verheiratet mit Anna Schirmer, ein Sohn der beiden, Gregor Schirmer, wurde Professor für Völkerrecht an der Universität Jena und Abgeordneter der Volkskammer der DDR.
Hermann Schirmers Erfahrungen in der Arbeitswelt sowie als Soldat im Ersten Weltkrieg ließen ihn zu einem Kämpfer für die Änderung der sozialen Verhältnisse werden. Er wurde in die Bezirksleitung der KPD aufgenommen, wurde deren nordbayerischer Sekretär und 1929 in den Nürnberger Stadtrat gewählt. 
Nach der Machtübernahme Hitlers tauchte Schirmer unter und versuchte, den kommunistischen Widerstand gegen die Nazis zu organisieren. Dabei wurde er verhaftet und fast vier Jahre lang im Gefängnis und im KZ Dachau festgehalten.
Als die KPD als erste Partei nach Kriegsende von den Amerikanern wieder zugelassen wurde, wurde Schirmer bayerischer Landesvorsitzender. Dabei wirkte er an der bayerischen Verfassung mit und saß ab 1945 wieder im Nürnberger Stadtrat. 1946 war er Mitglied der Verfassunggebenden Landesversammlung Bayerns.
1956 wurde die KPD verboten. Hermann Schirmer verlor sein Stadtratsmandat, er musste es nach einer Entscheidung des bayerischen Innenministers Otto Bezold auch als Parteiloser abgeben.
Als Literat machte sich Schirmer damals an die Aufarbeitung der Vergangenheit. In der DDR wurde ihm 1975 der Karl-Marx-Orden verliehen.